# 阿尔伯托·威廉斯
阿尔伯托·威廉斯（西班牙語：Alberto Williams；1862年11月23日—1952年6月7日），阿根廷作曲家，音乐理论家。7岁就进入当地的音乐学校学习，1882年由政府支持赴巴黎音乐学院师从弗兰克，1889年回国，1893年创立了以自己名字命名的音乐学院，后又从事音乐出版事业。
威廉斯不仅是一位多产作曲家，还写有许多乐理教科书和音乐随笔，以及一些诗歌。他的作品主要是浪漫主义风格的标题音乐，受法国作曲家的影响明显，同时也采用阿根廷民间音乐素材。进入20世纪后，他有时也使用一些印象主义语汇。阿尔伯托·威廉斯被誉为“阿根廷音乐之父”，是阿根廷音乐史上举足轻重的人物。